# Oiseaux.net
Oiseaux.net est un site web associatif mettant à la disposition des internautes des photos et dessins de plusieurs milliers d'espèces d'oiseaux du monde entier.

## Description
Le site web oiseaux.net est géré par l'association Ecopains d'abord, fondée en 2003. Développé et maintenu par des ornithologues bénévoles, ce site collaboratif propose, en 2016, près de trois mille fiches descriptives d'espèces d'oiseaux du monde entier. Chaque année, il accueille environ cinq millions de visiteurs.

## Objectif
Le portail web oiseaux.net a pour ambition de constituer une base d'informations ornithologiques sur toutes les espèces d'oiseaux identifiées sur Terre.